# Jaroslav Fikejz
Nils Nicklén (né le 24 avril 1927 à Kaliště et mort le 26 décembre 2008 à Prague) est un athlète tchèque, spécialiste du saut en longueur. 

## Biographie
Il remporte la médaille de bronze du saut en longueur lors des championnats d'Europe de 1950, à Bruxelles, devancé par l'Islandais Torfi Bryngeirsson et le Néerlandais Gerard Wessels.
Il participe aux Jeux olympiques de 1948 mais ne parvient pas à atteindre la finale.

### Palmarès
| Date | Compétition           | Lieu      | Résultat | Épreuve          | Performance |
| ---- | --------------------- | --------- | -------- | ---------------- | ----------- |
| 1950 | Championnats d'Europe | Bruxelles | 3e       | Saut en longueur | 7,20 m      |

### Records
| Épreuve         | Performance | Lieu | Date |
| --------------- | ----------- | ---- | ---- |
| Saut en hauteur | 7,41 m      |      | 1948 |